# Cama abatible

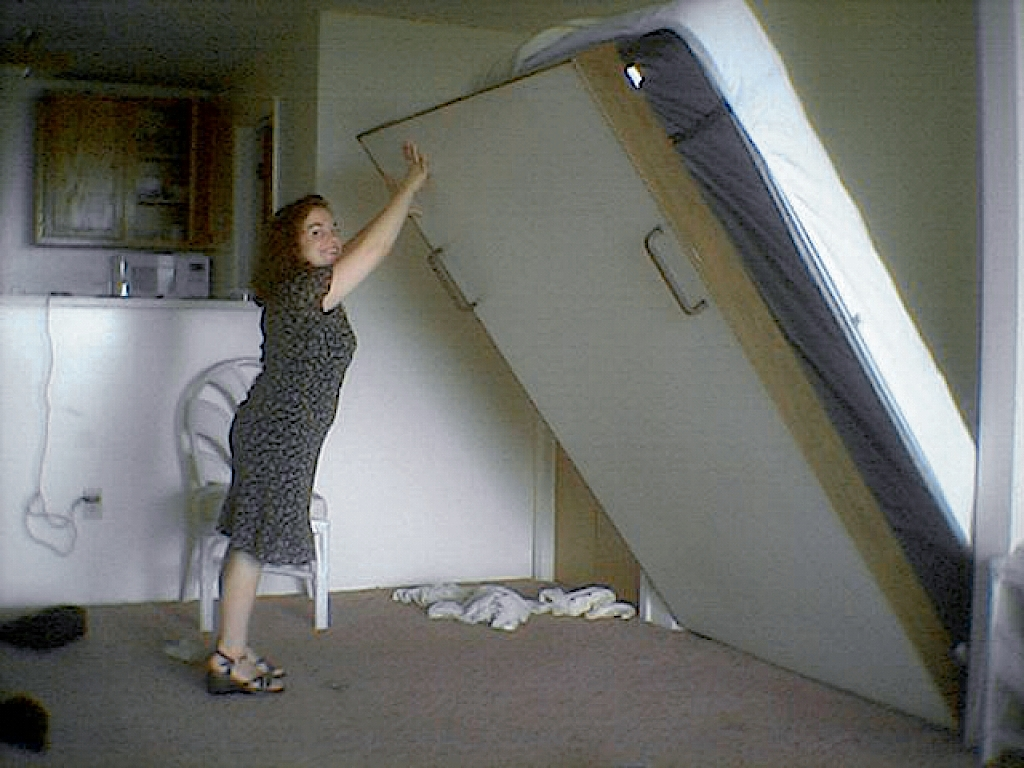
Una mujer levantando una cama abatible.

Una cama abatible es un mueble que alberga en su interior una cama que, mediante mecanismos que permiten su abatimiento hasta una posición horizontal, permite tener dicha cama escondida, cuando no se usa, y abierta o abatida para dormir en ella.

## Historia
La cama abatible fue inventada por William Lawrence Murphy (1876 - 23 de mayo de 1957), por lo que este mueble se conoce también, en países angloparlantes, como cama Murphy. Según la leyenda, Murphy inventó la cama para poder llevar a mujeres a su apartamento de una sola cama, ya que estaba mal visto que una mujer entrara en el dormitorio de un hombre. Ya existían varios tipos de camas plegables, pero Murphy recibió varias patentes por su sistema pivotante, que dejaba la cama totalmente oculta.

## Funcionamiento

### Mecanismo
El mecanismo más habitual consta de un somier de gran resistencia que se ancla en sus lados cortos (la cabecera y la piecera), por dos ejes, a la estructura del mueble que lo contiene, formando un eje horizontal donde pivota la cama para abrirse o abatirse.

### Soporte de la cama
Una vez abierta la cama, suelen usarse como soporte de la misma (de la parte que sobresale del mueble) unas patas que se accionan o bien de forma manual o bien de forma automática.
En algunos modelos las patas se sustituyen por un escritorio basculante que ejerce una doble función:
- se usa de escritorio cuando la cama está guardada dentro del mueble,
- se usa como patas al abrir la cama.

Gracias a este mecanismo el escritorio se mantiene siempre en posición horizontal y no es necesario quitar todo lo que esté encima (siempre que no supere la altura de la cama hasta el suelo, una vez abierta) para abatir la cama.

## Seguridad
En la actualidad estos modelos de cama son muy seguros. Los mecanismos deben pasar los controles del sector de la comunidad europea y el fabricante debe especificar claramente sobre qué tipo de pared se puede y no se puede usar una cama abatible.
Además, los controles de seguridad europeos establecen directrices claras en cuanto a la seguridad de los cierres de las camas, una vez abiertas.
Ha habido varios accidentes con muerte de las víctimas por malas instalaciones y por mecanismos de poca calidad, por lo que es conveniente siempre exigir una cama abatible con todos los controles de seguridad y calidad al día.